# 黒豆田聖子
黒豆田 聖子（くろまめだ せいこ、1984年11月13日 - ）は、大分県出身のものまねタレント。
アイドルに憧れ、大分から、ヒッチハイクで上京する。
血液型はO型。

## ものまねレパートリー
- 松田聖子
- 松浦亜弥
- はるな愛
- 倖田來未
- 中島美嘉
- 森高千里
- 小泉今日子
- アグネスチャン
- 中村あゆみ
- 椿鬼奴
- 藤本美貴
- 浜崎あゆみ

## 出演

### テレビ
- フジテレビ
  - とんねるずのみなさんのおかげでした
  - 笑っていいとも
- 日本テレビ
  - 香取慎吾の特上!天声慎吾
  - ものまねグランプリ（7回）
  - ナイナイプラス
  - ラジかるッ
- TBSテレビ
  - ものまねウォーズ
  - クイズの扉
  - クイズ☆タレント名鑑（3回）
  - あらびき団
  - 王様のブランチ
  - 爆!爆!爆笑問題
  - タカトシの時間ですよ!
  - momm!!
- テレビ東京
  - ポケモンサンデー
  - ピラメキーノ
- TOKYO MX
  - 5時に夢中![3]
- NHK BSプレミアム
  - 美と若さの新常識～カラダのヒミツ～
- テレビ朝日
  - ロンドンハーツ
- 千葉テレビ
  - 白黒アンジャッシュ

### インターネット
- abemaTV
  - 全日本女子パリピ選手権